# Werlaburgdorf
Werlaburgdorf este o comună din landul Saxonia Inferioară, Germania.